# Moldavia (Schiff, 1903)
Die Moldavia (I) war ein 1903 in Dienst gestellter Passagierdampfer der britischen Reederei Peninsular and Oriental Steam Navigation Company (P&O), der im Passagier- und Postverkehr zwischen Großbritannien und Australien eingesetzt wurde. Das Schiff wurde 1915 von der britischen Admiralität übernommen und als Hilfskreuzer verwendet. Am 23. Mai 1918 wurde die Moldavia im Ärmelkanal von einem deutschen U-Boot versenkt, wodurch 56 US-amerikanische Soldaten ums Leben kamen. Dieses Ereignis markiert den größten Verlust von amerikanischen Truppenteilen bei einer Schiffsversenkung im Ersten Weltkrieg.

## Das Schiff
Das 9.505 BRT große, aus Stahl gebaute Dampfschiff Moldavia war das erste Schiff von P&Os Passagier- und Postschiffen der M-Klasse. Bis 1911 wurden neun weitere Schiffe dieser Klasse in Dienst gestellt. Die Moldavia war 158,49 Meter lang, 17,77 Meter breit und hatte einen maximalen Tiefgang von 7,55 Metern. Das Schiff wurde mit zwei dreizylindrigen Dreifachexpansions-Dampfmaschinen angetrieben, die auf zwei Propeller wirkten und ebenfalls von Caird & Co. hergestellt worden waren. Die Kohle wurde in drei Doppelender- und vier Einenderkessel geschaufelt. Die Maschinen leisteten 12.000 PSi. Die maximale Höchstgeschwindigkeit lag bei 16,5 Knoten. Die Moldavia wurde für die Australien-Route gebaut und konnte 348 Passagiere in der First Class (Ersten Klasse) und 166 in der Saloon Class (Salonklasse) befördern. In den sechs Laderäumen konnten zudem 90.000 Kubikfuß Fracht verstaut werden, die mit zehn elektrisch betriebenen Lastkränen ver- und entladen werden konnten.
Die Schwesterschiffe der Moldavia waren die Mongolia (1903), die Marmora (1903), die Macedonia (1904), die Mooltan (1905), die Morea (1908), die Malwa (1909), die Mantua (1909), die Maloja (1911) und die Medina (1911). Von diesen insgesamt zehn Schiffen wurden sechs im Ersten Weltkrieg durch deutsche Torpedos oder Seeminen versenkt, wodurch insgesamt 250 Menschen ums Leben kamen. Als letztes wurde die Mantua 1935 in Shanghai abgewrackt.

## Passagierschiff bei P&O
Die Moldavia lief am 28. März 1903 um 11.00 Uhr bei der Bauwerft Caird & Company in der schottischen Stadt Greenock vom Stapel. Die Schiffstaufe übernahm die Tochter von Sir Thomas Sutherland (1834–1922), dem damaligen Direktor von P&O. Während der Fertigstellungsarbeiten brach am 20. April 1903 in einem Treibstofftank Feuer aus, das zwar gelöscht werden konnte, aber Schäden an den Schotten verursachte. Am 30. Juni wurde das Schiff fertiggestellt und durchlief anschließend seine Probefahrten. Am 30. Juli 1903 wurde die Moldavia ihren Eignern übergeben. Am 21. August legte die Moldavia in Gravesend zu einer dreitägigen Rundfahrt ab. Unter den Anwesenden waren Sir Thomas Sutherland sowie ausgewählte Ehrengäste, darunter der Direktor der Bank of England.
Am 11. September 1903 wurde das neue Schiff der Öffentlichkeit zur Besichtigung zugängig gemacht und am 25. September 1903 lief es zu seiner Jungfernfahrt nach Bombay aus. Im Dezember desselben Jahres folgte die erste Überfahrt nach Australien via Marseille und Colombo. Am 19. Januar 1907 lief die Moldavia bei den Goodwin Sands in der Straße von Dover auf Grund. Aus Dover kamen Schlepper zum Unfallort, aber die Moldavia kam ohne fremde Hilfe bei der nächsten Flut frei und konnte ihre Fahrt fortsetzen.

## Hilfskreuzer im Ersten Weltkrieg
1915 wurde die Mongolia von der britischen Regierung für den Kriegseinsatz angefordert und im Royal Albert Dock in London in einen bewaffneten Hilfskreuzer (Armed Merchant Cruiser) umgerüstet. Am 1. Februar 1916 trat sie als HMS Moldavia in den Dienst der Royal Navy. Sie wurde dem 10th Cruiser Squadron (10. Kreuzerschwadron) der Royal Navy zugeteilt, dessen Aufgabe es war, eine Blockade in den Gewässern zwischen Island und dem Norden Schottlands zu bilden. Die Schiffe des Schwadrons sollten Handelsschiffe abfangen, einen bewaffneten Wachmann an Bord lassen und dafür sorgen, dass die Schiffe einen alliierten Hafen ansteuerten, wo die Ladung inspiziert werden konnte. Die Basis des 10th Cruiser Squadron lag in der Ortschaft Busta Voe auf den Shetlandinseln.
Während ihrer Zeit als Hilfskreuzer stoppte die Moldavia mehrere Schiffe und geleitete sie zur Inspektion in den nächsten Hafen. Im November 1916 wurde das Schiff herbeigerufen, um den aufgegebenen Dampfer Patio zu versenken. Im selben Monat wurde sie von der Regierung gekauft, aber umgehend wieder P&O übergeben, nachdem der Kauf angefochten worden war. Am 9. Februar 1917 stoppte sie den italienischen Handelsdampfer Famiglia, der bereits von einer deutschen U-Bootmannschaft gekapert worden war und sich auf dem Weg nach Deutschland befand. Als die Famiglia Halt machte, wurde die Moldavia von den Deutschen unter Beschuss gestellt.
Ab dem 30. Juli 1917 diente die HMS Moldavia als Geleitschiff für Schiffskonvois zwischen Westafrika und Plymouth. Im November 1917 hatte sie auf einer Überfahrt von Freetown nach Plymouth 609 Kisten mit Goldbarren an Bord. Im März 1918 wurde das Schiff nach Halifax (Kanada) entsendet, um dort amerikanische Truppen aufzunehmen und nach Europa zu bringen.

## Versenkung
Am Sonnabend, dem 11. Mai 1918 lief die Moldavia unter dem Kommando von Kapitän Adrian Holt Smyth (1878–1951) in Halifax als Teil des Konvois HC-1 zur Rückfahrt nach London aus. Smyth war zuvor von September 1915 bis Januar 1916 Kommandant der ebenfalls als Hilfskreuzer genutzten Teutonic gewesen. Neben Besatzung und Fracht waren 477 Männer des 28. Regiments der United States Army an Bord. Am 23. Mai wurde das Schiff bei Beachy Head an der englischen Südküste an der Backbordseite von einem Torpedo von UB 57, einem deutschen U-Boot unter dem Kommando von Oberleutnant zur See Johannes Lohs, getroffen. Eine schwere Explosion erschütterte den Dampfer und beschädigte ihn schwer.
Das Schiff entwickelte zunächst eine Schlagseite von 25 Grad nach Backbord, bevor es sich wieder aufrichtete und sich dann endgültig nach Steuerbord neigte. Die Moldavia dampfte noch etwa 15 Minuten lang weiter, bevor sie zu sinken begann. Kapitän Smythe befahl das Verlassen des Schiffs und orderte Mannschaft und Soldaten zu den Rettungsbooten. Zwanzig Minuten später ging die Moldavia unter. Unter der Besatzung gab es keine Todesopfer, aber die Torpedodetonation hatte 56 amerikanische Soldaten unter Deck getötet. Dies stellte den größten Verlust amerikanischer Streitkräfte bei einer Schiffsversenkung im Ersten Weltkrieg dar. Die Moldavia war außerdem mit einer Schiffsvermessung von 9.505 BRT das größte von UB 57 versenkte Schiff. Das U-Boot selbst lief keine drei Monate später an der Küste von Flandern auf eine Mine und sank mit der gesamten 34-köpfigen Besatzung.

## Wrack
Das Wrack der Moldavia liegt 25 Meilen vor Littlehampton an der Küste von West Sussex auf Position 50° 23′ N, 0° 29′ W in 48 Metern Tiefe auf seiner Backbordseite. Es ist heute ein beliebtes Tauchziel, wobei Tauchexkursionen nur Profis und nur bei gutem Wetter und ruhiger See empfohlen werden.
Der höchste Punkt des Wracks liegt 30 Meter unter der Wasseroberfläche. Zwei ihrer acht 6-Zoll-Kanonen sind noch in ihren Haltungen sichtbar. Die oberen Decks sind größtenteils eingefallen, aber die unteren, stabileren Decks sind noch intakt. Von dem verarbeiteten Holz ist im Gegensatz zu anderen Wracks viel erhalten geblieben. Viele Gegenstände wie Bullaugen und Messingware sind bereits geborgen worden.